# Леонтије Цариградски
Леонтије Теокит (грч. Λεόντιος Θεοτοκίτης Леонтиос Тхеотокитēс) био је краткотрајни патријарх Цариграда, који је био патријарх неколико месеци 1189. године.
Пре избора за патријарха служио је као монах у манастиру на планини Афсенктију. Патријархом је постао након што је био присиљен да одступи његов претходник Доситеј, јерусалемски патријарх и миљеник византијског цара Исака II Анђела. Доситеј, који је у фебруару 1189. године заменио Василија II, изазвао је теолошке и процеудралне контроверзе, и смењен је након само девет дана. Леонтије се на месту патријарха задржао неколико месеци; након што је Исак II осигурао довољно подршке у свештенству, одступио је, а Доситеј је поново враћен.